# Купер-Оукли, Изабель
Изабель Купер-Оукли (англ. Isabel Cooper-Oakley, урождённая Купер; 1854—3 марта 1914) — английская писательница, член британской секции Теософского общества, подруга и соратница Е. П. Блаватской.

## Биография
Изабель Купер родилась в 1854 году в Амритсаре, Индия, в семье высокопоставленного англо-индийского чиновника Генри Фредерика Купера.
Изабель и её сестра Лаура провели большую часть своих молодых лет в Европе. Из-за несчастного случая Изабель с 1877 по 1879 год не могла самостоятельно передвигаться, однако она использовала это время для самообразования: именно тогда она прочла книгу Е. П. Блаватской «Разоблачённая Изида», что предопределило её дальнейшую карьеру.
После выздоровления поступила в Гёртон-колледж Кембриджского университета. В Кембридже она познакомилась с Альфредом Оукли и Арчибальдом Кейтли. В 1884 году Изабель вышла замуж за Альфреда Оукли. В том же году супруги вступили в Теософское Общество. В конце 1884 года Изабель, её муж и присоединившийся к ним в Египте Ч. Ледбитер сопровождали Е. П. Блаватскую при её возвращении из Лондона в Адьяр.
С 1889 года Изабель постоянно работала в штаб-квартире Ложи Блаватской в Лондоне. В 1890 году стала членом внутренней группы Эзотерической секции Теософского Общества (Ложи Блаватской).
После смерти Е. П. Блаватской Изабель участвовала в подготовке к публикации третьего тома «Тайной доктрины». В 1893 году вместе с Анни Безант принимала участие во Всемирном парламенте религий в Чикаго.

### По следам Сен-Жермена
Последние годы своей теософской карьеры Купер-Оукли посвятила сбору материалов о масонстве и европейских эзотерических традициях, на основе которых она написала несколько книг, в том числе книгу о Сен-Жермене.
В течение нескольких лет руководимая ею группа теософов "тщательно" обследовала библиотеку Британского музея и многие библиотеки других европейских стран. Они сопоставляли полученные из различных источников архивные материалы, чтобы опознать "великого графа" в персонажах, известных под его многочисленными титулами.
Президент Теософского Общества Генри Олкотт полагал, что граф Сен-Жермен был одним из тех "очаровательных невидимых персонажей, которые пребывали под маской Е. П. Б." во время её работы над «Разоблачённой Изидой».
В 1907 году Безант назначила Изабель главой созданного в рамках Теософского Общества "Международного Комитета по исследованию мистических традиций". В 1912 году Купер-Оукли опубликовала свою книгу о Сен-Жермене.

## Публикации
- Cooper-Oakley I. The Comte de St. Germann: The Secret of Kings. — Milan: Ars regia, 1912. — 284 p.
- Cooper-Oakley I. The Count of Saint Germain. — Reprint. — Whitefish, MT: Kessinger Publishing, 1997. — 256 p. — ISBN 9780766101012.
- Cooper-Oakley I. The Count of Saint-Germain and Tragical Prophecies. — Reprint. — Whitefish, MT: Kessinger Publishing, 2010. — 28 p. — ISBN 9781169176485.
- Cooper-Oakley I. An Introduction to Masonry and Mysticism. — Reprint. — LaVergne, Tenn: Lightning Source, 2005. — 48 p. — ISBN 9781425316143.
- Cooper-Oakley I. Masonic Tradition and the Count of Saint-Germain. — Reprint. — LaVergne, Tenn: Lightning Source, 2005. — 48 p. — ISBN 9781425332839.
- Cooper-Oakley I. Masonry and medieval mysticism. — Reprint. Originally published in 1900. — London: Theosophical Pub. House, 1977. — 192 p. — ISBN 9780722950548.
- Cooper-Oakley I. Mystical Traditions. — New Release Of The Original 1909 Edition. — Whitefish, MT: Literary Licensing, LLC, 2014. — 312 p. — ISBN 9781494127077.
- Cooper-Oakley I. Secret Writings and Ciphers. — Reprint. — LaVergne, Tenn: Lightning Source, 2005. — 52 p. — ISBN 9781425340247.
- Cooper-Oakley I. At Cairo and Madras (англ.) // Lucifer : журнал. — London, 1891. — Vol. VIII, no. 6. — P. 272—282.
- Cooper-Oakley I. Studies in the "Secret Doctrine". — London: Theosophical Pub. Society, 1895. — 30 p.

### На русском языке
- Купер-Оукли И. Граф Сен-Жермен. Тайны королей = The Comte de St. Germann: The Secret of Kings. — М.: Беловодье, 1995. — 222 с.

## Комментарии
1. ↑  "Works: 19 works in 75 publications in 7 languages and 341 library holdings" // WorldCat
2. ↑  Джинараджадаса писал, что в своей преданности махатмам и Е. П. Блаватской "м-с Купер-Oукли была безупречна: она трудилась день за днём до конца своей жизни", служа Учителям и Теософскому обществу[3].
3. ↑  Установить точную дату рождения  исследователям истории теософского движения не удалось, например, Тиллетт не приводит даже год.[4]
4. ↑  Альфред Купер-Оукли (1853—1899), Магистр искусств, окончил Кембриджский университет. Присоединился к ТО в 1884 году. В 1885—1887 гг. был референтом
Генри Олкотта.[4][3]
5. ↑  Её сестра Лаура Купер также была членом внутренней группы.[2]
6. ↑  После первой публикации книга Изабель Купер-Оукли о графе Сен-Жермене переиздавалась на языке оригинала и в переводах более 30-и раз. // WorldCat